# Richard Althaus (Schriftsteller)
Richard Althaus (* 23. August 1905 in Iserlohn-Obergrüne; † 19. April 1995 in Hagen) war ein deutscher Schriftsteller und Heimatkundler.

## Leben
Althaus war der Sohn eines Forstarbeiters. Nach dem Besuch der Volksschule war er zunächst als Industriearbeiter, später als Verwaltungsangestellter tätig. Geprägt wurde er in den Jahren von 1920 bis 1933 auch durch die Wandervogel-Bewegung der Nachkriegszeit. In Abendkursen beschäftigte er sich mit Studien in Botanik, Geologie und Literaturgeschichte. Er arbeitete aktiv im Heimat- und Naturschutz. 1954 zog Althaus nach Hagen, dort war er im städtischen Karl-Osthaus-Museum tätig.
Seine schriftstellerische Tätigkeit wurde beeinflusst durch die westfälischen Schriftsteller Maria Kahle und seinen Volksschullehrer Heinrich Kleibauer.
Althaus war Mitglied der Fachstelle Literatur und Publizistik des Westfälischen Heimatbundes, der Volkskundlichen Kommission für Westfalen sowie des Westdeutschen Autorenverbandes. Seit der Gründung des Autorenkreises Ruhr-Mark im Jahre 1961 war Althaus langjähriger Vorsitzender des Vereins, später dann Ehrenvorsitzender. Er war zunächst Geschäftsführer und später Ehrenmitglied des Hagener Heimatbundes e.V. und Leiter, später dann Ehrenvorsitzender, des Niederdeutschen Arbeitskreises in Hagen. Er trat auch als Gastredner bei der Pflegstätte Hagen des Deutschen Kulturwerks Europäischen Geistes e.V. auf.

## Auszeichnungen
- 1975: Ehrenmitgliedschaft im Hagener Heimatbund
- 1980: Anerkennungsurkunde Literaturwettbewerb Volkshochschule Lemgo
- 1981: 3. Preis im Wettbewerb für plattdeutsche Geschichten im Märkischen Kreis
- 1981: Anerkennungs-Urkunde der Volkshochschule Lemgo
- 1982: Plakette „Doch die Rose ist mehr“
- 1983: 3. Preis Plattdeutscher Wettbewerb

## Werke
- Wie Malepartus unterging (= Westfälische Reihe). Aschendorff, Münster 1956.
- mit F. Kühn, U. Fust: Alte Gassen und Winkel in Iserlohn. Erzählungen. 1956.
- Abenteuer im Schluchtwald (= Westfälische Reihe). Aschendorff, Münster 1957.
- mit F. Kühn, H. Buse: Heiteres Iserlohn. Gedichte und Geschichten. 1959.
- Ewige Wanderung. Gedichte und Geschichten. Baltin, Gevelsberg 1966, DNB 730249131.
- 50 Jahre Edeka Göttingen. Eine Festschrift. Wurm, Göttingen 1964.
- mit H. Kersberg: Eppenhausen, Ernt, Bissingheim, Hassley. Landschaft, Geschichte, Menschen. Hrsg. vom Hagener Heimatbund e.V. in Verbindung mit der Kulturgemeinschaft der Eppenhauser Vereine und der Vereinsgemeinschaft Ernt-Bissingheim. Hagener Heimatbund, Hagen 1977, DNB 800772407.
- Eppenhausen. Landschaft, Geschichte, Menschen. Thiebes, Hagen 1977.
- Lüdenscheid. Erzählungen, Anekdoten, alte Bilder. Gronenberg, Gummersbach 1977.
- Hagen in alten Bildern. 2 Bände. Gronenberg, Gummersbach 1977f., DNB 550390677; 2. bearb. Auflage, v.d. Linnepe, Hagen 1988, ISBN 3-921297-93-1.
- Erzählungen, Anekdoten, alte Bilder aus Stadt und Land Lüdenscheid. Gronenberg, Gummersbach 1977, ISBN 3-88265-010-9.
- 100 Jahre Deutsches Rotes Kreuz in Hagen. Ein geschichtlicher Rückblick. Dt. Rotes Kreuz, Hagen 1979, DNB 800894146.
- Iserlohn in alten Bildern. Gronenberg, Gummersbach 1979, ISBN 3-88265-037-0.
- An die Heimat. Gedichte und Geschichten. Gey, Hagen 1980.
- Altena. Ein Heimatbuch. Gronenberg, Gummersbach 1980.
- Lüdenscheid in alter Zeit. Geschichte, Bilder, Geschichten. Lüdenscheider Verlagsgesellsch. Berg, Lüdenscheid 1981, DNB 810665824.
- E. H. Ullenboom (Hrsg.): So sind wir Sauerländer. Anekdoten, Gedichte und Sagen aus dem Sauerland in Hoch- und Plattdeutsch. Gronenberg, Gummersbach 1981, ISBN 3-88265-066-4.
- Kreuze, Heilige, Bildstöcke und Kapellen. In Bildern und Texten aus 600 Jahren. Berger, Buxheim/Allgäu [1983], ISBN 3-7865-0103-3.
- Twiäss düör dat Joahr. Gedichte un Geschichten ut oaller un nigger Tid. von d. Linnepe, Hagen 1987, ISBN 3-921297-73-7 (plattdeutsch).
- Hagen in alten Bildern. Gronenberg, Gummersbach 1988.
- Obergrüne. Ein sauerländisches Tal. Gronenberg, Gummersbach 1989, ISBN 3-921297-90-7.
- Wanderungen im märkischen Sauerland. Wanderführer. Textbeitr. und red. Mitarb., o. J.
- mit W. Kramp, W. Lürmann: Da ist meine Heimat. Gedichte und Geschichten. o. J.

als Herausgeber
- Boa Isen liett un Eiken wasset. Gereimtes und Ungereimtes in märkisch-sauerländischem Platt. Vater, Lüdenscheid 1970, DNB 730223787
- mit Otto vom Orde: Plattdütsch in Westfoalen. 'ne Sammelunge van liäwende plattdütsche Dichters. Regensberg, Münster 1985, ISBN 3-7923-0523-2 (plattdeutsch).
- Märkische Sagen von Ruhr und Lenne, Volme und Ennepe. Gronenberg, Gummersbach ca. 1986, ISBN 3-88265-126-1.

vertonte Texte
- Lao’ve singen. 2009.

Rundfunk
- Drahtziehen, altes Gewerbe. WDR.